# Переёмная (река)
Переёмная — река в России, в Кабанском районе Бурятии. Впадает в озеро Байкал. Длина — 42 км, площадь водосборного бассейна — 462 км².

## Описание
Бо́льшая часть водосборного бассейна Переёмной располагается в пределах Байкальского биосферного заповедника, за исключением небольшого участка близ устья.
Река берёт начало на юго-восточном склоне горы Рассохи (2151 м), севернее массива Сохор (2316 м), в центральном Хамар-Дабане. На протяжении 30 км течёт в узкой межгорной долине, принимая все основные притоки; наиболее крупный левый приток — река Рассоха, берущая начало у западного склона горы Рассоха.
По выходе из ущелья на предбайкальскую низменность делится на рукава, огибающие всхолмлённые массивы тайги. Ширина основного русла реки в равнинной части — 30—50 м, в устье — до 100 м.
В 7 км до впадения в Байкал Переёмная покидает Байкальский заповедник. В устье реку пересекают два железнодорожных моста Транссибирской магистрали и автомобильный мост федеральной трассы Р258 «Байкал».

## Данные водного реестра
По данным государственного водного реестра России, относится к Ангаро-Байкальскому бассейновому округу. Водохозяйственный участок реки — бассейны рек южной части Байкала в междуречье Селенги и Ангары. Речной бассейн реки — бассейны малых и средних притоков южной части Байкала.
По данным геоинформационной системы водохозяйственного районирования территории РФ, подготовленной Федеральным агентством водных ресурсов:
- Код водного объекта в государственном водном реестре — 16020000112116300020446
- Код по гидрологической изученности (ГИ) — 116302044
- Код бассейна — 16.02.00.001
- Номер тома по ГИ — 16
- Выпуск по ГИ — 3

## Топографическая карта
- Лист карты M-48-IV. Масштаб: 1 : 200 000. Указать дату выпуска/состояния местности.